# 弗里波特 (伊利诺伊州)
弗里波特（英語：Freeport）是美国伊利诺伊州斯蒂芬森縣最大的城市，也是该县的县城，2010年人口普查显示该城人口为25,638人。弗里波特的市长是乔迪·米勒（Jodi Miller），2017年当选。